# Скотт Вілсон (хокеїст)
Скотт Вілсон (англ. Scott Wilson; нар. 24 квітня 1992, Оквілл) — канадський хокеїст, центральний нападник клубу НХЛ «Баффало Сейбрс».
Володар Кубка Стенлі.

## Ігрова кар'єра
Хокейну кар'єру розпочав 2008 року.
2011 року був обраний на драфті НХЛ під 209-м загальним номером командою «Піттсбург Пінгвінс».
Захищав кольори професійних команд «Піттсбург Пінгвінс» та «Детройт Ред-Вінгс». Наразі ж грає за клуб НХЛ «Баффало Сейбрс».
У 2017 році, граючи за команду «Піттсбург Пінгвінс» став володарем Кубка Стенлі.
Наразі провів 153 матчі в НХЛ, включаючи 23 гри плей-оф Кубка Стенлі.

## Статистика
| Сезон        | Клуб                            | Ліга         | Регулярний сезон | Регулярний сезон | Регулярний сезон | Регулярний сезон | Регулярний сезон | Плей-оф | Плей-оф | Плей-оф | Плей-оф | Плей-оф |
| Сезон        | Клуб                            | Ліга         | І                | Г                | П                | О                | ШХ               | І       | Г       | П       | О       | ШХ      |
| ------------ | ------------------------------- | ------------ | ---------------- | ---------------- | ---------------- | ---------------- | ---------------- | ------- | ------- | ------- | ------- | ------- |
| 2008–09      | «Джордтаун Рейдерс»             | МХЛО         | 6                | 0                | 1                | 1                | 2                | 1       | 0       | 0       | 0       | 0       |
| 2009–10      | «Джордтаун Рейдерс»             | МХЛО         | 56               | 24               | 43               | 67               | 28               | 11      | 9       | 8       | 17      | 2       |
| 2010–11      | «Джордтаун Рейдерс»             | МХЛО         | 42               | 20               | 41               | 61               | 59               | 4       | 1       | 2       | 3       | 8       |
| 2011–12      | «УМасс Ловелл Рівер Гокс»       | СХА          | 37               | 16               | 22               | 38               | 26               | —       | —       | —       | —       | —       |
| 2012–13      | «УМасс Ловелл Рівер Гокс»       | СХА          | 41               | 16               | 22               | 38               | 32               | —       | —       | —       | —       | —       |
| 2013–14      | «УМасс Ловелл Рівер Гокс»       | СХА          | 31               | 7                | 12               | 19               | 24               | —       | —       | —       | —       | —       |
| 2013–14      | «Вілкс-Барре/Скрентон Пінгвінс» | АХЛ          | 1                | 0                | 0                | 0                | 0                | —       | —       | —       | —       | —       |
| 2014–15      | «Вілкс-Барре/Скрентон Пінгвінс» | АХЛ          | 55               | 19               | 22               | 41               | 30               | 3       | 2       | 2       | 4       | 0       |
| 2014–15      | «Піттсбург Пінгвінс»            | НХЛ          | 1                | 0                | 0                | 0                | 0                | 3       | 0       | 0       | 0       | 0       |
| 2015–16      | «Вілкс-Барре/Скрентон Пінгвінс» | АХЛ          | 34               | 22               | 14               | 36               | 19               | —       | —       | —       | —       | —       |
| 2015–16      | «Піттсбург Пінгвінс»            | НХЛ          | 24               | 5                | 1                | 6                | 12               | —       | —       | —       | —       | —       |
| 2016–17      | «Піттсбург Пінгвінс»            | НХЛ          | 78               | 8                | 18               | 26               | 32               | 20      | 3       | 3       | 6       | 11      |
| 2017–18      | «Піттсбург Пінгвінс»            | НХЛ          | 3                | 0                | 0                | 0                | 0                | —       | —       | —       | —       | —       |
| 2017–18      | «Детройт Ред-Вінгс»             | НХЛ          | 17               | 0                | 0                | 0                | 0                | —       | —       | —       | —       | —       |
| 2017–18      | «Баффало Сейбрс»                | НХЛ          | 17               | 2                | 3                | 5                | 2                |         |         |         |         |         |
| Усього в НХЛ | Усього в НХЛ                    | Усього в НХЛ | 140              | 15               | 22               | 37               | 46               | 23      | 3       | 3       | 6       | 11      |